# Achelia spicata
Achelia spicata là một loài nhện biển trong họ Ammotheidae. Loài này thuộc chi Achelia. Achelia spicata được miêu tả khoa học năm 1915 bởi Hodgson.